# BlizzCon
BlizzCon — ежегодный (кроме 2006, 2012, 2020, 2021, 2022 и 2024 года) фестиваль, проводимый компанией Blizzard Entertainment и посвящённый её основным франчайзам: Warcraft, StarCraft, Diablo, Hearthstone, Heroes of the Storm и Overwatch.

## Общая информация

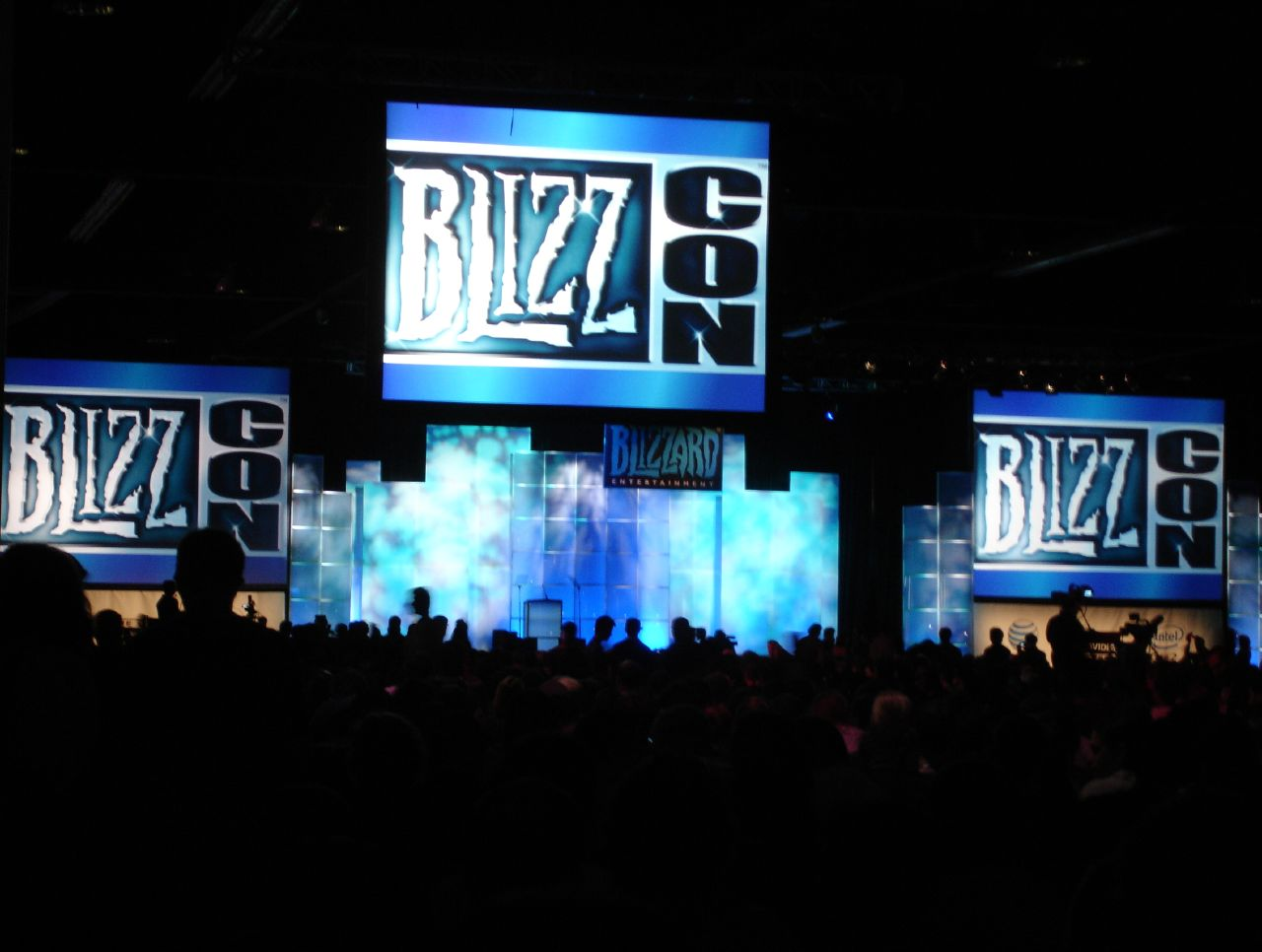
Церемония открытия BlizzCon в 2007 году

BlizzCon впервые был проведён в октябре 2005 года, в Anaheim Convention Center, где и проводится до сих пор. На фестивале, как правило, объявляются новые возможности, реализованные во франчайзах, показывается новый контент (например, концепт-арт и видеоролики), уровень анимации и т. п. Также разработчики отвечают на некоторые вопросы геймеров.
В течение нескольких дней игроки могут попробовать ещё не выпущенные и уже существующие игры, посмотреть стенды, обсудить и поучаствовать в соревнованиях, например, на лучший костюм или танец. В ночь закрытия проводится концерт, в разные годы на нём выступали Linkin Park, The Offspring, Tenacious D, Оззи Осборн, а также артисты Blizzard Entertainment.
Каждый присутствующий получает «набор сувениров», в котором находятся самые разнообразные предметы, посвящённые играм от Blizzard. Например, на BlizzCon в 2005 году там были коды доступа к созданию игрового зверька-спутника в World of Warcraft, который был детёнышем мурлока. Также были пароли для участия в закрытом бета-тесте новых тогда игр: World of Warcraft: The Burning Crusade в 2005, World of Warcraft: Wrath of the Lich King в 2007 и StarCraft II в 2008.
В стоимость билета входит пропуск на каждый день выставки, «набор сувениров», возможность попробовать игры, посетить концерт, поучаствовать в соревнованиях.

## Список конференций BlizzCon
| 2005 | 28—29 октября                                         | 8000                                                  | World of Warcraft: The Burning Crusade |                                                       |                                                       |
| 2006 | Не проведён                                           | Не проведён                                           | Не проведён | Не проведён                                           | Не проведён                                           |
| 2007 | 3—4 августа                                           | 13 000                                                | World of Warcraft: Wrath of the Lich King |                                                       |                                                       |
| 2008 | 10—11 октября                                         | 15 000                                                | StarCraft II (как трилогия), Diablo III (класс «Волшебник») |                                                       |                                                       |
| 2009 | 21—22 августа                                         | 20 000                                                | World of Warcraft: Cataclysm, Diablo III (класс «Монах») |                                                       |                                                       |
| 2010 | 22—23 октября                                         | 27 000                                                | Diablo III (класс «Охотник на демонов»), Diablo III (PvP-арена) |                                                       |                                                       |
| 2011 | 21—22 октября                                         | 26 000                                                | World of Warcraft: Mists of Pandaria |                                                       |                                                       |
| 2012 | Отменён в пользу Battle.net World Championship Series | Отменён в пользу Battle.net World Championship Series | Отменён в пользу Battle.net World Championship Series | Отменён в пользу Battle.net World Championship Series | Отменён в пользу Battle.net World Championship Series |
| 2013 | 8—9 ноября                                            | 26 000                                                | World of Warcraft: Warlords of Draenor |                                                       |                                                       |
| 2014 | 7—8 ноября                                            | 26 000                                                | Overwatch |                                                       |                                                       |
| 2015 | 6—7 ноября                                            | 25 000                                                | World of Warcraft: Legion |                                                       |                                                       |
| 2016 | 4—5 ноября                                            | 27 000+                                               | |                                                       |                                                       |
| 2017 | 3—4 ноября                                            | 35 000+                                               | World of Warcraft: Battle for Azeroth, World of Warcraft Classic |                                                       |                                                       |
| 2018 | 2—3 ноября                                            | 40 000+                                               | Warcraft III: Reforged, Diablo Immortal |                                                       |                                                       |
| 2019 | 1—2 ноября                                            |                                                       | Diablo IV, World of Warcraft: Shadowlands, Overwatch 2 |                                                       |                                                       |
| 2020 | Не проведён                                           | Не проведён                                           | Не проведён | Не проведён                                           | Не проведён                                           |
| 2021 | Не проведён                                           | Не проведён                                           | Не проведён | Не проведён                                           | Не проведён                                           |
| 2022 | Не проведён                                           | Не проведён                                           | Не проведён | Не проведён                                           | Не проведён                                           |
| 2023 | 3—4 ноября                                            |                                                       | Diablo IV: Vessel of Hatred, Overwatch 2 (герой Мауга), Hearthstone: Showdown in the Badlands, Warcraft Rumble, World of Warcraft: Cataclysm Classic, World of Warcraft: The War Within, World of Warcraft: Midnight, World of Warcraft: The Last Titan |                                                       |                                                       |
| 2024 | Не проведён                                           | Не проведён                                           | Не проведён | Не проведён                                           | Не проведён                                           |

### BlizzConline
| Год  | Дата          | Количество зрителей | Главные анонсы |
| ---- | ------------- | ------------------- | --- |
| 2021 | 19—21 февраля | ≈1.500.000          | Blizzard Arcade Collection; World of Warcraft: Shadowlands — «Цепи Господства»; World of Warcraft: The Burning Crusade Classic; Hearthstone: «Закалённые степями»; Diablo IV (класс «Разбойница»); Diablo II: Resurrected |

## BlizzCon 2009
17 февраля 2009 года был анонсирован четвёртый BlizzCon, как обычно в Anaheim Convention Center, на 21 и 22 августа 2009 года. Чтобы избежать негодования среди фанатов из-за малого количества билетов, как на прошлом фестивале, площадь выставки была увеличена на треть (было 3 зала, стало 4). Также впервые конференция транслировалась через интернет за определённую плату.
Основными событиями мероприятия стали следующие анонсы:
- анонс нового дополнения World of Warcraft: Cataclysm;
- анонс нового игрового класса Diablo III — монаха;
- объявление об изменениях, которые претерпит онлайн-служба Battle.net с выходом StarCraft II.

## BlizzCon 2010
22-23 октября 2010 года был проведен пятый BlizzCon. Конференция транслировалась через интернет и её можно было посмотреть бесплатно (но с некоторыми ограничениями).
На церемонии открытия были анонсированы:
- новый класс для Diablo III, Demon Hunter, и PvP сражения на Аренах;[12]
- карта Dota для StarCraft 2;
- точное время выхода на живые сервера дополнения для World of Warcraft: Cataclysm (7 декабря 2010 года в полночь по стандартному тихоокеанскому времени) и новый Благотворительный питомец «Детеныш Лунного Совуха» (Moonkin Hatchling);
- на закрытии BlizzCon выступали Tenacious D. Они исполнили как старые, так совершенно новые свои песни.

В 2010 году Blizzard не проводила отборочных турниров по StarCraft II, вместо этого на турнир были приглашены по 2 игрока из 8 регионов: Южной Кореи, Европы, Северной и Латинской Америки, Китая, Тайваня, СНГ и Южной Азии. Ниже приведены призёры BlizzCon 2010 StarCraft II Invitational:
| BlizzCon 2010 StarCraft II Invitational | BlizzCon 2010 StarCraft II Invitational | BlizzCon 2010 StarCraft II Invitational | BlizzCon 2010 StarCraft II Invitational | BlizzCon 2010 StarCraft II Invitational |
| Место                                   | Ник                                     | Страна                                  | Команда                                 | Призовые                                |
| --------------------------------------- | --------------------------------------- | --------------------------------------- | --------------------------------------- | --------------------------------------- |
| 1                                       | Genius                                  | Республика Корея                        | ZeNEX                                   | $25000                                  |
| 2                                       | Loner                                   | Китай                                   | World Elite                             | $10000                                  |
| 3                                       | White-Ra                                | Украина                                 | mouz                                    | $5000                                   |

## BlizzCon 2011
21-22 октября 2011 года был проведен шестой BlizzCon. Конференция транслировалась через интернет и её можно было посмотреть бесплатно (но с некоторыми ограничениями).
Самые значительные события:
- анонсирован новый аддон World of Warcraft: Mists of Pandaria;
- анонсирована акция «Годовая подписка на World of Warcraft». Игроки, оформившие годовую подписку на World of Warcraft, бесплатно получат Diablo III после её релиза, доступ на бету Mists of Pandaria и Скакуна Тираэля (ездовое животное для World of Warcraft);
- показан новый ролик карты Dota для Starcraft 2;
- показан новый ролик «Black Soulstone» для Diablo III;
- на церемонии закрытия выступали Foo Fighters.

Blizzard провели отборочные региональные турниры в 6 из 8 регионах, из которых они приглашали по 2 игрока на BlizzCon 2011 StarCraft II Invitational. Игроков из СНГ и Южной Кореи организаторы пригласили напрямую, также напрямую были приглашены игроки из Китая, так как победители отборочного турнира не смогли приехать в США из-за проблем с визой. Ниже приведены призёры региональных соревнований Blizzard в 2011 году:
| European Invitational | European Invitational | European Invitational | European Invitational | European Invitational |
| Место                 | Ник                   | Страна                | Команда               | Призовые              |
| --------------------- | --------------------- | --------------------- | --------------------- | --------------------- |
| 1                     | Ret                   | Флаг Нидерландов      | Team Liquid           | $10000                |
| 2                     | NaNiwa                | Флаг Швеции           | Dignitas              | $5000                 |
| 3                     | ThorZaIN              | Флаг Швеции           | mousesports           | $3000                 |

| North American Invitational | North American Invitational | North American Invitational | North American Invitational | North American Invitational |
| Место                       | Ник                         | Страна                      | Команда                     | Призовые                    |
| --------------------------- | --------------------------- | --------------------------- | --------------------------- | --------------------------- |
| 1                           | SeleCT                      | Флаг Республики Корея       | Dignitas                    | $10000                      |
| 2                           | Sheth                       | Флаг США                    | Team Liquid                 | $5000                       |
| 3                           | HuK                         | Флаг Канады                 | Team Liquid                 | $3000                       |

| Latin American Invitational | Latin American Invitational | Latin American Invitational | Latin American Invitational | Latin American Invitational |
| Место                       | Ник                         | Страна                      | Команда                     | Призовые                    |
| --------------------------- | --------------------------- | --------------------------- | --------------------------- | --------------------------- |
| 1                           | MajOr                       | Флаг Мексики                | Sixjax                      | $10000                      |
| 2                           | KiLLeR                      | Флаг Чили                   | Dignitas                    | $5000                       |
| 3                           | CatZ                        | Флаг Перу                   | compLexity                  | $3000                       |

| Chinese Invitational | Chinese Invitational | Chinese Invitational               | Chinese Invitational | Chinese Invitational |
| Место                | Ник                  | Страна                             | Команда              | Призовые             |
| -------------------- | -------------------- | ---------------------------------- | -------------------- | -------------------- |
| 1                    | XiGua                | Флаг Китайской Народной Республики | iG                   | $10000               |
| 2                    | Uhen                 | Флаг Китайской Народной Республики | TyLoo                | $5000                |
| 3                    | MacSed               | Флаг Китайской Народной Республики | iG                   | $3000                |

| Taiwanese Invitational | Taiwanese Invitational | Taiwanese Invitational    | Taiwanese Invitational | Taiwanese Invitational |
| Место                  | Ник                    | Страна                    | Команда                | Призовые               |
| ---------------------- | ---------------------- | ------------------------- | ---------------------- | ---------------------- |
| 1                      | Sen                    | Флаг Китайской Республики | Gama Bears             | $10000                 |
| 2                      | Nifi                   | Флаг Китайской Республики | Wayi Spider            | $5000                  |
| 3                      | DS                     | Флаг Китайской Республики | Wayi Spider            | $3000                  |

| Southeast Asian Invitational | Southeast Asian Invitational | Southeast Asian Invitational | Southeast Asian Invitational | Southeast Asian Invitational |
| Место                        | Ник                          | Страна                       | Команда                      | Призовые                     |
| ---------------------------- | ---------------------------- | ---------------------------- | ---------------------------- | ---------------------------- |
| 1                            | mOOnGLaDe                    | Флаг Австралии               |                              | $5000                        |
| 2                            | JazBas                       | Флаг Новой Зеландии          | Xeria Gaming                 | $3000                        |
| 3                            | MaFia                        | Флаг Австралии               | Xeria Gaming                 | $2000                        |

Главный турнир Blizzcon Global Invitational, как и в 2010 году, проводился по схеме с выбыванием после двух поражений. Финал GSL October организаторы GOMTV также провели в рамках BlizzCon 2011. Призёры BlizzCon 2011 StarCraft II Invitational:
| BlizzCon 2011 StarCraft II Invitational | BlizzCon 2011 StarCraft II Invitational | BlizzCon 2011 StarCraft II Invitational | BlizzCon 2011 StarCraft II Invitational | BlizzCon 2011 StarCraft II Invitational |
| Место                                   | Ник                                     | Страна                                  | Команда                                 | Призовые                                |
| --------------------------------------- | --------------------------------------- | --------------------------------------- | --------------------------------------- | --------------------------------------- |
| 1                                       | Mvp                                     | Флаг Республики Корея                   | IM                                      | $50000                                  |
| 2                                       | NesTea                                  | Флаг Республики Корея                   | IM                                      | $25000                                  |
| 3                                       | Sen                                     | Флаг Китайской Республики               | Gama Bears                              | $10000                                  |

## BlizzCon 2013
В 2012 году BlizzCon не проводился. 25 января 2012 года Blizzard Entertainment объявила о переносе BlizzCon на 2013 год и объяснила это концентрацией усилий на работе по скорейшему выпуску Diablo III, Mists of Pandaria и Heart of the Swarm.
BlizzCon 2013 прошел 8-9 ноября 2013 года. Главными событиями конференции стали новая игра Heroes of the Storm и презентация фильма Warcraft.

## BlizzCon 2014
В 2014 году мероприятие прошло 7-8 ноября.

## BlizzCon 2019
В 2019 году мероприятие было проведено 1—2 ноября. На выставке были анонсированы игры Diablo IV и Overwatch 2, а также дополнения World of Warcraft: Shadowlands и Hearthstone: Descent of Dragons. Кроме того в рамках выставки прошли киберспортивные мероприятия по Hearthstone, StarCraft II, Overwatch и World of Warcraft.